# Corydoras agassizii
Corydoras agassizii is een straalvinnige vissensoort uit de familie van de pantsermeervallen (Callichthyidae). De wetenschappelijke naam van de soort is voor het eerst geldig gepubliceerd in 1876 door Franz Steindachner. Hij noemde de soort naar Louis Agassiz. Ze komt voor in het Amazonebekken. De vissen hebben een lengte tot 5,2 centimeter. Ze worden ook in aquariums gehouden.